# كلية كبلر
كلية كيبلر (كلية كيبلر للفنون والعلوم التنجيمية سابقًا) هي عبارة عن شهادة عبر الإنترنت لدراسة علم التنجيم. مقرها سياتل، واشنطن، الولايات المتحدة الأمريكيّة. تم تسميتها على اسم عالم الرياضيات والفلك يوهانس كيبلر(1571-1630).
تأسست كلية كيبلر في عام 2000 كمؤسسة غير معتمدة للتعليم العالي، والتي تم تفويضها لمنح الشهادات من عام 2000 حتى عام 2010 من قبل مجلس تنسيق التعليم العالي في ولاية واشنطن. واستندت برامجها إلى الفنون الحرة وقدمت درجات علمية في الدراسات الفلكية مع التركيز على تاريخ علم التنجيم. منذ عام 2010، تم منح الطلاب شهادات إتمام دورة دراسية بدلاً من الدرجات.

## التاريخ
في شهر مارس من العام 2000، تلقت كلية كيبلر تفويضًا مؤقتًا من مجلس تنسيق التعليم العالي في ولاية واشنطن لمنح درجات علمية بينما تسعى المدرسة للحصول على الاعتماد الإقليمي أو الوطني، وهو شرط للحفاظ على حالة منح الدرجات.
تم انتقاد قرار المجلس من قبل العديد من الأكاديميين كون كلية كيبلر تركز على علم التنجيم. وصف أحد المديرين في جامعة واشنطن موافقة مجلس اللجنة بأنها «سخرية» وشبه علم التنجيم بالطب الدجال. جون سيلبر، مستشار جامعة بوسطن، كتب في افتتاحية لـ بوسطن هيرالد أن رعاة المدرسة «كرموا كيبلر ليس لقوته ولكن لضعفه، كما لو أن المجتمع الذي يدعو للسكر أطلق عليه مدرسة إرنست همنغواي». وقال أيضا سيلبر: «الحقيقة هي أن علم التنجيم، سواء حكم عليه بنظريته أو بممارسته، هو كلام فارغ». في مجتمع حر لا يوجد سبب لمنع أولئك الذين يرغبون في تعلم الهراء من العثور على المعلمين الذين يريدون كسب المال من الهراء. ولكن من غير المبرر أن تصدق الحكومة على المعلمين الذين لا معنى لهم على أنهم مختصون أو أن تأذن - أي المصادقة - بمنح الشهادات بلا معنى.
وقد روجت كلية كيبلر لنفسها بوصفها المؤسسة الوحيدة في نصف الكرة الغربي التي تقدم درجتي البكالوريوس والماجستير في الدراسات الفلكية و31 طالبا مسجلين لأول فصل دراسي في تموز 2000. تم تقديم غالبية الدورات الدراسية عبر الإنترنت، مما سمح للطلاب من جميع أنحاء الولايات المتحدة للتسجيل بشرط أن يكونوا حاضرين شخصيًا لمدة أسبوع واحد من الفصل الدراسي الذي يبلغ 11 أسبوعًا.
ولم تحصل كلية كيبلر على مركز الاعتماد المطلوب بحلول عام 2010. ونتيجة لذلك، ألغى مجلس اللجنة حق كيبلر في منح الشهادات. وبعد فقدان هذه السلطة، أصبح كيبلرعبارة عن برنامج شهادة على الإنترنت.

## للمزيد من القراءة
- سيفتون، درو (21 مايو 2006)، "الدراسات التي تستبعد علم التنجيم لا تفعل الكثير لردع المتابعين"، الاتحاد-تريبيون سان دييغو، مؤرشف من الأصل في 2016-08-16
- قاموس المتشككين، "علم التنجيم"، skepdic.com، مؤرشف من الأصل في 2022-12-09، اطلع عليه بتاريخ 20 تشرين الأول 2015 {{استشهاد}}: تحقق من التاريخ في: |تاريخ الوصول= (مساعدة)

## روابط اضافية
- الموقع الرسمي